# El Mahrousa
El Mahrousa (arabisch المحروسة, DMG al-Maḥrūsa = Das Beschützte (Synonym für Ägypten)) ist die ägyptische Staatsyacht. Als sie 1865 in Dienst gestellt wurde, war sie die weltweit größte Yacht und blieb das bis 1984, als sie von der Prince Abdulaziz abgelöst wurde. Das Turbinenschiff ist die am längsten im Dienst befindliche Yacht. Ihre Geschichte ist eng mit der ägyptischen Geschichte und der Geschichte des Suezkanals verbunden.

## Geschichte
Wālī Ismail Pascha, der Gouverneur der osmanischen Provinz Ägypten, orderte 1863 bei Samuda Brothers in London eine luxuriöse Yacht. Die Entwürfe stammten von Oliver W. Lang, der auch die Victoria and Albert, die Staatsyacht der Queen Victoria entworfen hatte. Das 125,27 m (411 ft) lange Schiff lief 1865 vom Stapel und wurde im gleichen Jahr fertiggestellt und übergeben. Sie verfügte über zwei Zweizylinder-Oszillierende-Dampfmaschine von Penn & Sons mit einer Gesamtleistung von 800 PS, die die beiden seitlich angebrachten Schaufelräder antrieben. Der eiserne Rumpf hatte drei Schotten und es gab drei Decks. Das Poopdeck war 21,95 m lang.
Die El Mahrousa wurde im August 1865 nach Istanbul überführt, wo Ismail Pascha im Dezember erstmals das Schiff bestieg und nach Alexandria übersetzte. Mitte 1867 brachte das Schiff Emirliva Ismail Sadiq Pascha nach Kreta, damit dieser erfahrene Feldherr das Kommando über die ägyptischen Streitkräfte von dem wenig erfolgreichen Shaheen Pascha übernehmen sollte. 1869 begab sich Ismail Pascha, dem inzwischen der Titel Khedive zuerkannt wurde, mit der El Mahrousa nach Europa und besuchte die wichtigsten Königshöfe, um die Monarchen für die Feierlichkeiten zur Eröffnung des Suezkanals einzuladen. Bei der Eröffnung des Kanals am 17. November 1869 soll die El Mahrousa die Schiffsparade angeführt haben und soll somit das erste Schiff, das den Suezkanal durchquert hatte, sein. Mit an Bord soll sich auch Eugénie de Montijo, die dem Khedive ein Klavier schenkte, das sich noch heute an Bord befindet, befunden haben. Hierbei handelt es sich jedoch um ägyptische Propaganda, denn nach zeitgenössischen Quellen war die französische Yacht l'Aigle das erste Schiff, dass den Kanal querte. Auf diesem befand sich auch Napoleon III. und seine Frau Eugénie de Montijo. 1872 wurde das Schiff in einer italienischen Werft um 12,19 m (40 Fuß) auf 137,46 m verlängern.
Nach seiner Abdankung am 26. Juni 1879 bestieg Ismail Pascha am 30. Juni das letzte Mal die Yacht, die ihn ins Exil nach Neapel brachte. Neuer Eigner wurde sein Sohn und Nachfolger Muhammad Tawfiq Pascha. Als dieser am 7. Januar 1892 starb, wurde sein ältester Sohn Abbas neuer Khedive von Ägypten. 1899 fuhr Abbas II. auf der El Mahrousa nach Port Said zur Einweihung einer Statue von Ferdinand de Lesseps, dem Erbauer des Suezkanals. 1905 wurde die Yacht zum Umbau in die Bauwerft A. & J. Inglis in Glasgow überführt. Sie wurde um weitere 8,18 m (26 ft 10 in) auf 145,64 m verlängert. Die Seitenräder und die Dampfmaschinen wurden entfernt. In Zukunft sollte das Schiff mit drei Parsons-Turbinen, die die drei Propeller antrieben, in Bewegung gesetzt werden. Das Aussehen der El Mahrousa änderte sich stark da man die Segel entfernte und sie nach der Modernisierung nur noch über einen anstatt zwei Schornsteine verfügte. 1912 wurde ein Funktelegraf installiert. Im Ersten Weltkrieg wurde Abbas II. am 18. Dezember 1914 von den Briten abgesetzt. Seine letzte Fahrt mit der Staatsyacht führte ihn ins Exil nach Istanbul.
Während des Krieges verblieb das Schiff in Istanbul und wurde 1919 vom ägyptischen Sultan Fu'ād I. zur Modernisierung abermals nach England überführt. Hierbei wurde unter anderem das Heck neu gestaltet und ein weiteres Deck hinzugefügt. Außerdem wurden die Heizkessel von Kohle- auf Ölfeuerung umgestellt. Zu den Feierlichkeiten zur Gründung von Port Fuad im Jahre 1926 reiste Fu'ād I. mit seiner Staatsyacht an. Auch sein Sohn Faruq schätzte den Luxusdampfer. 1939 entsandte er die El Mahrousa, um den iranischen Kronprinz Mohammad Reza Pahlavi zu seiner Vermählung mit Fu'āds Schwester Fausia zu bringen. Nach dem Zweiten Weltkrieg nahm man 1946 in Dschidda den saudische König Abd al-Aziz ibn Saud an Bord und geleitete ihn nach Ägypten. 1949 wurde die El Mahrousa zum Umbau in die Bauwerft Odero-Terni-Orlando in La Spezia überführt. Sie erhielt ein fünftes Deck. Das Design des luxuriösen Innenausbaus wurde von dem Architekten Paolo Buffa entworfen. Nur wenige Monate nach der Fertigstellung wurde Faruq am 23. Juli 1952 abgesetzt und am 26. Juli die gesamte königliche Familie mit der Yacht nach Italien ins Exil gebracht. Danach wurde das Schiff konfisziert und nach Ägypten zurückgebracht. Im folgenden Jahr besuchte der erste ägyptische Präsident Muhammad Nagib das Schiff. Sein Nachfolger Gamal Abdel Nasser ließ es 1956 in El Horreya (arabisch الحرية = Freiheit) umbenennen und nutzte es fortan als Präsidentenyacht. Er reiste mit dem Schiff zu vielen Mittelmeeranrainerstaaten und empfing zahlreiche Staatsmänner an Bord. Von 1955 bis 1973 diente die Yacht auch zur Ausbildung von Seekadetten der Ägyptischen Marine.
1974 lud Anwar as-Sadat den saudischen König Faisal ibn Abd al-Aziz ein, an Bord der El Horreya einem Manöver der Ägyptischen Marine beizuwohnen. Bei der Wiedereröffnung des Suezkanals am 5. Juni 1975 war die Yacht das erste Schiff, das den Kanal durchfuhr. 1976 fuhr Sadat mit der El Horreya nach Washington D. C. zu den Feierlichkeiten zum 200-jährigen Unabhängigkeitstag der Vereinigten Staaten, dies war die weiteste Reise, die das Schiff jemals unternahm. Hierbei nahm er am 3. Juli mit seiner Yacht am International Naval Review, einer Schiffsparade die von der Verrazzano-Narrows Bridge zum Hafen von New York führte, teil. 1979 reiste Sadat zu einem Staatsbesuch in Israel zu Schiff nach Haifa. Im Jahre 2000 erließ Präsident Husni Mubarak ein Dekret, nach dem die Yacht wieder ihren alten Namen zurückerhalten sollte. Am 6. August 2015 durchquerte der ägyptische Präsident Abd al-Fattah as-Sisi auf der El Mahrousa den neueröffneten New Suez Canal als erster.